# Antoni Olkowski
Antoni Karol Olkowski (ur. 8 czerwca 1884 w Warszawie, zm. po 1930) – podpułkownik piechoty Wojska Polskiego, pozbawiony stopnia oficerskiego, Orderu Wojskowego Virtuti Militari i Krzyża Walecznych oraz wydalony z wojska i zwolniony z obowiązku wojskowego.

## Życiorys
Urodził się 8 czerwca 1884 w Warszawie, w rodzinie Karola (zm. 1905) i Joanny z Roguskich (zm. 1903). Był wyznania ewangelicko-reformowanego.
W 1918 służył w 1 pułku strzelców polskich. Do Wojska Polskiego został przyjęty z byłych Korpusów Wschodnich i byłej armii rosyjskiej, z zatwierdzeniem posiadanego stopnia kapitana. W listopadzie 1918 objął dowództwo I warszawskiego batalionu ochotniczego oddziału odsieczy Lwowa, który stał się zawiązkiem 19 pułku piechoty. 19 sierpnia 1920 został zatwierdzony z dniem 1 kwietnia 1920 w stopniu kapitana, w piechocie, w grupie oficerów byłych Korpusów Wschodnich i byłej armii rosyjskiej, a jego oddziałem macierzystym był wówczas 34 pułk piechoty. W lipcu 1920 dowodził 34 pp w zastępstwie ppłk. Aleksandra Łuczyńskiego, który objął dowództwo XVIII Brygady Piechoty. W trzeciej dekadzie lipca, w czasie odwrotu spod Grodna, został odwołany do 1 Armii.
Od 1 czerwca 1921 jego oddziałem macierzystym był 71 pułk piechoty. 3 maja 1922 został zweryfikowany w stopniu major ze starszeństwem z 1 czerwca 1919 i 471. lokatą w korpusie oficerów piechoty, a jego oddziałem macierzystym był nadal 71 pp. Później został przeniesiony do 84 pułku piechoty w Pińsku i przydzielony do Powiatowej Komendy Uzupełnień Pińsk na stanowisko I referenta. W lutym 1926, w związku z wprowadzeniem nowej organizacji pokojowej służby poborowej, został zatwierdzony na stanowisku kierownika I referatu administracji rezerw i zastępcy komendanta PKU Pińsk. W lutym 1927 został przesunięty na stanowisko komendanta PKU Pińsk. 26 stycznia 1928 został mianowany podpułkownikiem ze starszeństwem z 1 stycznia 1928 i 43. lokatą w korpusie oficerów piechoty. W marcu tego roku został zwolniony z zajmowanego stanowiska i oddany do dyspozycji dowódcy Okręgu Korpusu Nr IX.

## Ordery i odznaczenia
- Krzyż Srebrny Orderu Wojskowego Virtuti Militari nr 2699 – 10 sierpnia 1922[18][19]
- Krzyż Walecznych czterokrotnie[20][19] (po raz pierwszy w zamian za amarantową wstążkę[21])
- Medal Zwycięstwa[19]